# Mario Mitrotti
Mario Mitrotti (Colón, 4 de febrero de 1944-Bogotá, 20 de mayo de 2024) fue un director de cine, teatro y televisión, cazatalentos y productor panameño nacionalizado colombiano.

## Biografía
Nació en la ciudad de Colón (Panamá) en la costa del mar Caribe. En su juventud emigró a Bogotá (Colombia). Estudió producción audiovisual en la Pontificia Universidad Javeriana donde desarrolló su carrera de cine y televisión.
En 1971 se inició la participación del cine en el cortometraje Al paredón, y se destacó por crear películas: Corralejas de Sincelejo, El candidato, Mujer del fuego, Prohibido soñar y Las cuatro edades del amor. Participó como jurado de cine en las premios nacionales e internacionales.
Participó en la obra teatral El médico a palos de Molière con el grupo Mandrágora. En 1980 se incursionó en realizar publicidades comerciales y buscar talentos como Sofía Vergara que ella salto a la fama gracias a que colaboró para la sección de fotos para marca de refrescos Pepsi. 
En 1997 incursionó en la televisión participando en las producciones
Hilos invisibles,
Hermosa niña,
Pandillas, guerra y paz,
Escrito en la piel,
Los Victorinos,
Ojo por ojo ,
Al ritmo del amor y
Flor salvaje.
Ostentó el cargo como director ejecutivo de la Sociedad de Gestión de Directores hasta su muerte en 2024.
En 2016, junto con los cineastas Ciro Guerra y Pepe Sánchez impulsaron la Ley Pepe Sánchez, que buscaba garantizar el pago de regalías a directores y libretistas.

## Fallecimiento
El 20 de mayo de 2024 falleció a los 80 años en un hospital de Bogotá, tras de sufrir una complicación derivada de la ELA (esclerosis lateral amiotrófica) que padecía desde años antes.